# Монтединове
Монтединове (итал. Montedinove) насеље је у Италији у округу Асколи Пичено, региону Марке.
Према процени из 2011. у насељу је живело 286 становника. Насеље се налази на надморској висини од 528 м.

## Становништво
| 1931. | 1936. | 1951. | 1961. | 1971. | 1981. | 1991. | 2001. | 2011. |
| ----- | ----- | ----- | ----- | ----- | ----- | ----- | ----- | ----- |
| 1.470 | 1.553 | 1.580 | 1.312 | 785   | 638   | 617   | 567   | 505   |